# Bas Tietema
Bas Tietema (né le 29 janvier 1995 à Zwolle) est un coureur cycliste néerlandais.

## Biographie
Bas Tietema naît le 29 janvier 1995 à Zwolle aux Pays-Bas.
Passionné dès son enfance par le cyclisme, il pratique d'abord le football pendant plusieurs années. Après une blessure, il décide de changer de sport pour le vélo à partir de 2010.
En août 2013, il s'impose sur la deuxième étape de la Ronde des vallées, disputée sur un court  contre-la-montre de 12,9 kilomètres,. Le mois suivant, il remporte la première étape du Keizer der Juniores. Après cette course, il prend contact avec Rik Verbrugghe, manager de la formation BMC Development et ancien coureur professionnel, qui l'engage au sein de son équipe pour la saison suivante. Il remporte au total onze courses chez les juniors.
Sous ses nouvelles couleurs en 2014, il remporte une course régionale disputée à Heist-op-den-Berg. Le 1er juin, il termine troisième de Paris-Roubaix espoirs, devancé seulement par son compatriote Mike Teunissen et son coéquipier Tyler Williams. En été, il réalise deux podiums d'étape au Tour de Guadeloupe, avant de prendre la troisième place du Grand Prix de la Magne en Belgique.
Il raccroche le vélo en 2019 en raison d'affections cutannées.
En février 2022, il rejoint l'équipe Bingoal Pauwels Sauces WB. Il participe à Paris-Roubaix, malheureusement pour lui il est vite distancé mais il parvient à finir la course à 1h02 de Dylan Van Baarle.
Il arrive en pleurs au Vélodrome de Roubaix et reçoit des applaudissements de la part des derniers spectateurs encore présents. En interview il raconte que la police française et les spectateurs l'ont ravitaillé le long de la route.

### Chaîne YouTube
Retiré du peloton en 2020, il est désormais très actif sur YouTube. Sa chaîne "Tour de Tietema"(187 000 abonnés en août 2024), en collaboration avec Josse Wester et Devin van der Wiel, s'est particulièrement fait remarquer lors du Tour de France 2021. Le vidéaste a vu ses vidéos filmées sur les routes du Tour supprimées par ASO et YouTube. Des images de la course et des coureurs ont été utilisées par le youtubeur sans qu'il ait payé les droits de diffusion. Dans ses vidéos, il organisait notamment un concours de wheeling pour les coureurs et autres défis comme monter le mont Ventoux en vélo de ville. Au départ du Tour de France 2022 à Copenhague, Bas Tietema et ses deux amis Josse Wester et Devin van der Wiel ont offert une lettre d'excuse et un gâteau au directeur du Tour de France Christian Prudhomme,.

### Équipe cycliste
En 2022, Bas Tietema s’associe avec Josse Wester et Devin van der Wiel pour fonder l’équipe cycliste Unibet Tietema Rockets. 

## Palmarès
- 2012
  - Guido Reybrouck Classic
- 2013

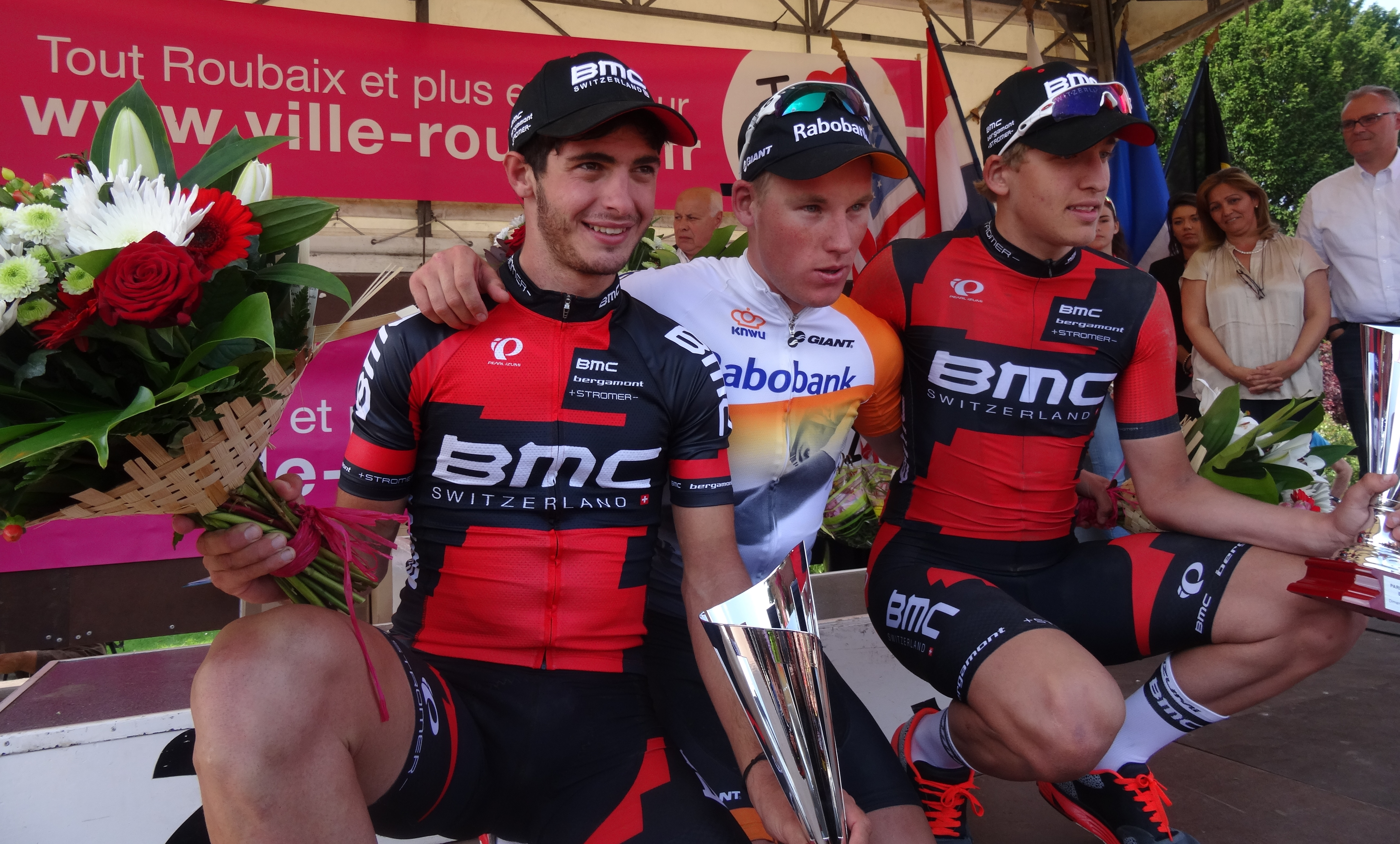
Podium de l'édition 2014 de Paris-Roubaix espoirs : Tyler Williams (2e), Mike Teunissen (1er) et Bas Tietema (3e).

  - 2e étape de la Ronde des vallées (contre-la-montre)
  - 1re étape du Keizer der Juniores
  - 2e de l'Acht van Bladel
- 2014
  - Grand Prix RWC Rotterdam
  - 3e de Paris-Roubaix espoirs
  - 3e du Grand Prix de la Magne
- 2016
  - Prologue du Tour de Berlin (contre-la-montre par équipes)
  - 3e du Grand Prix de la Magne
- 2017
  - 3e du championnat des Pays-Bas du contre-la-montre espoirs

## Classements mondiaux
| Année                                 | 2014 | 2015 | 2016  |
| ------------------------------------- | ---- | ---- | ----- |
| Classement mondial                    |      |      | 2661e |
| UCI Europe Tour                       | 575e | 959e | 1790e |
| UCI America Tour                      | 310e | nc   | nc    |
|                                       |      |      |       |
| Légende : nc = non classéSource : UCI |      |      |       |